# Миноксидил
Миноксидил является сосудорасширяющим антигипертензивным, косметическим средством для стимуляции роста волос. При местном применении он также замедляет или останавливает потерю волос и стимулирует рост новых. В настоящее время широко используется именно по второму показанию для профилактики андрогенетической алопеции. Применяется миноксидил длительно на постоянной основе для поддержания существующих волосяных фолликулов и стимулирования роста новых фолликулов. Аминексил является производным миноксидила с отсутствующим пиперидиновым заместителем.

## История
Миноксидил был синтезирован в конце 1950-х компанией Upjohn (позже стала частью Pfizer) для лечения язвы желудка. Испытания на собаках показали, что препарат не лечит язву желудка, однако эффективен в качестве сосудорасширяющего средства. Upjohn синтезировала около 200 вариантов вещества, включая формулу, созданную в 1963 году, которая получила название миноксидил. Именно в качестве препарата для лечения высокого артериального давления американское Управление по санитарному надзору за качеством пищевых продуктов и медикаментов зарегистрировало миноксидил в форме таблеток в 1979 году под торговым названием Loniten.

### Применение для роста волос
Когда Upjohn получила одобрения Управления по санитарному надзору за качеством пищевых продуктов и медикаментов на тестирование нового средства, компания обратилась к Чарльзу А. Чидсею (Charles A. Chidsey), доктору медицины из медицинской школы Университета Колорадо, который провёл два исследования, второе из которых показало неожиданный побочный эффект в виде роста волос. Озадаченный этим фактом Чидсей обратился к Гюнтеру Кану (Guinter Kahn), доктору медицины с факультета дерматологии того же университета. Чидсей предположил, что миноксидил может быть использован для лечения облысения.
Кан вместе со своим коллегой Полом Грантом (Paul J. Grant) получили в своё распоряжение миноксидил и начали проводить собственные эксперименты, как утверждается, не поставив об этом в известность компанию Upjohn и Чидсея. Врачи экспериментировали с однопроцентным раствором миноксидила, смешанным с алкоголесодержащими жидкостями.
Врачи попытались запатентовать применение миноксидила для лечения облысения, но выяснили, что Upjohn уже получила такой патент. После продолжительных судебных разбирательств между Каном и компанией, имя врача было добавлено в патент (U.S. #4,596,812 Charles A Chidsey, III and Guinter Kahn) в 1986 году, и Кан с Грантом получили роялти.
Влияние миноксидила на рост волос было настолько очевидным, что в 80-е американские терапевты выписывали своим пациентам препарат «Лонитен» для лечения облысения (несмотря на отсутствие соответствующей регистрации препарата).
В декабре 1985 года Upjohn представила Управлению по санитарному надзору за качеством пищевых продуктов и медикаментов результаты исследования по лечению более 1800 пациентов от облысения с помощью двухпроцентного раствора миноксидила в различных дерматологических клиниках США. В апреле 1986 года результаты этого исследования были обнародованы.
18 августа 1988 года Управление одобрило миноксидил для лечения облысения у мужчин под торговой маркой Rogaine. FDA отвергла изначально предлагаемое название англ. Regaine («Восстановление») как вводящее в заблуждение. Управление заключило, что хотя «продукт не поможет каждому», у 39 % мужчин, которые участвовали в исследовании, наблюдался «рост волос на голове в области макушки от среднего до сильного» (за пределами США препарат называется Regaine).
В 1991 году препарат был одобрен для лечения облысения у женщин.
12 февраля 1996 года произошло два важных события: во-первых, Управление по санитарному надзору за качеством пищевых продуктов и медикаментов сменило статус Rogaine с рецептурного на безрецептурный, во-вторых, одобрило выпуск дженериков миноксидила в связи с окончанием срока патента (сейчас дженерики миноксидила выпускаются многими компаниями). Upjohn отреагировала на это снижением цен в два раза (по отношению к рецептурному препарату), а также выпуском более сильного (пятипроцентного) препарата в 1997 году.
В 1998 году мужской препарат Rogaine Extra Strength с содержанием миноксидила 5 % был одобрен к безрецептурной продаже.
Исследование, проведённое в 1999 году, показало, что миноксидил приводит к потемнению пушковых волос на теле пациентов, повышенному росту волос, в некоторых случаях наблюдался значительный рост волос. После прекращения приема препарата, в некоторых случаях выпадение волос возобновлялось и состояние волосяного покрова возвращалось к исходному до лечения состоянию в течение от 30 до 60 дней. При возобновлении использования миноксидила эффект роста волос понижается.
В 2006 году компания Johnson & Johnson, которая приобрела бренд Rogaine у Pfizer представила миноксидил для мужчин в форме пены, который «оказался намного более популярным чем традиционный жидкий раствор» и позиционирует его как повседневное косметическое средство, наряду с зубной пастой, шампунем и пеной для бритья. Также исследование, опубликованное в 2007 году в Journal of the American Academy of Dermatology выявило, что пена, в отличие от жидкости, не содержит пропиленгликоль, который часто вызывает раздражение и может приводить к аллергическому дерматиту.
В 2015 году Johnson & Johnson представила пятипроцентный миноксидил для женщин в форме мусса, который нужно наносить на волосы не два раза в день, а один.

## Механизм действия
Механизм, посредством которого миноксидил способствует росту волос, полностью не изучен. Миноксидил содержит оксид азота(II) — химическую функциональную группу азота и может действовать как агонист рецепторов оксида азота. Кроме того, миноксидил за счет открытия калиевых каналов приводит к гиперполяризации клеточных мембран.

## Побочные эффекты
Побочные эффекты включают жжение или раздражение глаз, шелушения кожи, зуд, покраснение и раздражение в обработанной области, а также нежелательный рост волос на других участках тела. Необходимо прекратить лечение и обратиться к врачу сразу же, если после нанесения миноксидила возникают какие-либо из следующих серьёзных побочных эффектов: тяжелые аллергические реакции (например, сыпь, крапивница, затрудненное дыхание, боли в груди, или отек области лица, губ или языка), головокружение, обмороки, тахикардия (учащенное сердцебиение), внезапное и необъяснимое увеличение веса, или отек рук и ног. Так же миноксидил вызывает снижение либидо, эректильную дисфункцию
Побочные эффекты приема миноксидила внутрь в качестве антигипертензивного препарата могут включать отек лица и конечностей, частое и нерегулярное сердцебиение, головокружение, поражения сердца, и очаговый некроз папиллярных мышц сердца. Описаны случаи аллергических реакций на неактивные ингредиенты, содержащиеся в готовых к применению препаратах. Миноксидил высокотоксичен для кошек и может привести к их смерти при случайном контакте миноксидила с шерстью животного.
Мужчины, пользующиеся средством от выпадения волос на основе миноксидила, массово сообщают о побочных эффектах на сайте Reddit в отдельном сообществе r/MinoxidilSideEffects

## Способ применения
Миноксидил рекомендуется применять два раза в день. Первые результаты субъективно можно оценить через 2—3 месяца. Необходим продолжительный прием препарата. Миноксидил стимулирует волосяные фолликулы и рост волос, но не влияет на причины развития андрогенетической алопеции, которые лежат на генном уровне и заключаются в повреждающем воздействии на волосяные фолликулы активной формы мужского полового гормона тестостерона — дигидротестостерона, образующегося под влиянием фермента 5-альфа-редуктазы, находящегося в волосяных фолликулах. Таким образом, при прекращении лечения миноксидилом, продолжается действие дигидротестостерона и 5-альфа-редуктазы на волосяной фолликул. Дигидротестостерон, проникая в клетки фолликулов, вызывает дистрофию последних и, соответственно, дистрофию производимых ими волос. Волосы на голове остаются, но они становятся тонкими, короткими, бесцветными (пушковые волосы) и уже не могут прикрыть кожу головы — образуется лысина. Через 10—12 лет после проявления алопеции устья фолликулов зарастают соединительной тканью, и они уже не могут производить даже пушковые волосы.